# Slaves of the World
Slaves of the World (v překladu Otroci světa) je sedmé studiové album norské black metalové skupiny Old Man's Child z roku 2009. Bylo nahráno ve studiu Fredman hudebníka a producenta Fredrika Nordströma ve švédském Göteborgu.

## Seznam skladeb
1. "Slaves of the World" - 4:41
2. "Saviours of Doom" - 4:03
3. "The Crimson Meadows" - 4:34
4. "Unholy Foreign Crusade" - 3:40
5. "Path of Destruction" - 5:21
6. "The Spawn of Lost Creation" - 4:07
7. "On the Devil's Throne" - 4:49
8. "Ferden Mot Fienden's Land" - 5:34
9. "Servants of Satan's Monastery" - 5:19

bonusová skladba na limitované edici:
10. "Born of the Flickering" - 5:05

## Sestava
- Galder – vokály, kytara, baskytara, syntezátor
- Peter Wildoer – bicí